# Gempolkarya
Gempolkarya is een bestuurslaag in het regentschap Karawang van de provincie West-Java, Indonesië. Gempolkarya telt 3966 inwoners (volkstelling 2010).